# عبدالله النوبی (بازیکن فوتبال، زاده ۱۹۹۵)
عبدالله حسن نوبی (انگلیسی: Abdullah Hassan Al-Noubi؛ زادهٔ ۱۸ مارس ۱۹۹۵) بازیکن فوتبال اهل امارات متحده عربی است.